# پیاز دهلیزی
پیاز دهلیزی (انگلیسی: Bulb of vestibule) یا پیاز دهلیزی‌مهبلی (vestibulovaginal bulb) جسمی است که شامل یک جفت توده بافت نعوظی (شق‌شونده) است و در هر طرف دهانه آلت تناسلی زن قرار دارد که در جلو با هم یکی شده، در زیر کلیتوریس قرار می‌گیرد.